# Comté de Hardeman (Texas)
Pour les articles homonymes, voir Comté de Hardeman.
Le comté de Hardeman, en anglais : Hardeman County, est un comté situé dans le nord de l'État du Texas aux États-Unis. Le siège du comté est Quanah. Selon le  recensement de 2020, sa population est de 3 549 habitants. 
Le comté a une superficie de 1 805 km2, dont 1 801 km2 en surfaces terrestres.

## Comtés adjacents
|                    | Comté de Harmon Oklahoma | Comté de Jackson Oklahoma |
| Comté de Childress | comté de Hardeman        | Comté de Wilbarger        |
| Comté de Cottle    | Comté de Foard           |                           |